# Selim Hassan

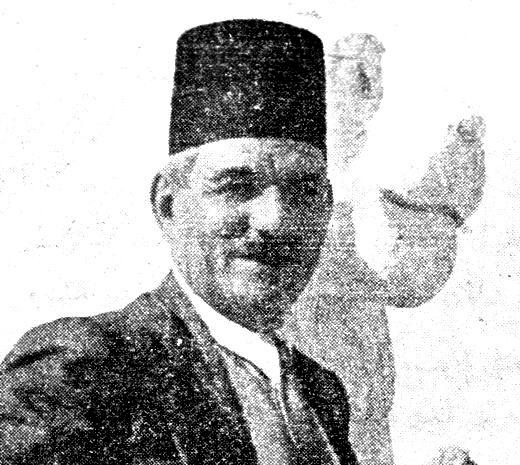
Selim Hassan

Selim Hassan (arabisch سليم حسن, DMG Salīm Ḥasan; * 15. April 1887 in Mit-Nagi; † 30. September 1961 in Gizeh) war ein ägyptischer Ägyptologe. 

## Leben
Selim Hassan studierte zunächst an der Lehrerbildungsanstalt in Kairo unter anderem bei Ahmed Kamal und war seit 1912 als Lehrer tätig. 1921 wurde er Kurator am Ägyptischen Museum in Kairo, von 1923 bis 1927 studiert er an der École pratique des hautes études in Paris und lehrte dann von 1928 bis 1936 als erster Ägypter als Professor für Ägyptologie an der Universität Kairo. 1935 promovierte er an der Universität Wien. Von 1936 bis 1939 war er stellvertretender Direktor der ägyptischen Antikenverwaltung. 
Ab 1929 grub er mit Hermann Junker in Gizeh. Später leitete er bis 1939 eigene Grabungen in Gizeh und Sakkara und grub das sogenannte Central Field in Gizeh aus. Er war der Verfasser zahlreicher Monographien, darunter beispielsweise zu den Grabungsergebnisse von Gizeh in zehn Bänden.